# (11540) 1992 PV3
1992 بي في 3 (ويعرف أيضًا باسم (11540) 1992 بي في 3 وفق تسمية الكوكب الصغير) (بالإنجليزية: 1992 PV3)‏؛ هو كويكب ضمن حزام الكويكبات.
اكتُشف هذا الجُرم الفلكي بواسطة هنري هولت إي في 5 أغسطس 1992، وترتيبه 11540 من حيث الاكتشاف.

## الوصف
اكتُشف 115401992PV في 5 أغسطس 1992 في مرصد بالومار، الواقع في مقاطعة سان دييغو، كاليفورنيا في الولايات المتحدة، بواسطة عالم الفلك الأمريكي هنري هولت إي. وقد رصد المشروع 2,816 مشاهدة للكويكب إلى غاية 4 فبراير 2022 بتوقيت منطقة المحيط الهادئ، أي في مدة قدرها 16,397 يومًا (44.9 عام). تستغرق الفترة المدارية للكويكب 1,270 يومًا (3.5 عام).

## الخصائص المدارية
يتميز مدار هذا الكويكب بنصف محور رئيسي يبلغ 2.3 وحدة فلكية، وحضيض قدره 1.93 وحدة فلكية، وانحراف قدره 0.16 وزاوية ميلان 4.17 درجة بالنسبة لمسار الشمس. بسبب هذه الخصائص، أي نصف المحور الرئيسي بين 2 و3.2 وحدة فلكية وحضيض أكبر من 1,666 وحدة فلكية، يُصنف هذا الجُرم الفلكي وفقًا لقاعدة بيانات مختبر الدفع النفاث لأجرام النظام الشمسي الصغيرة كائنًا من حزام الكويكبات الرئيسي.

## وصلات خارجية
- (11540) 1992 PV3 في قاعدة بيانات مختبر الدفع النفاث لأجرام النظام الشمسي الصغيرة

- الاكتشاف · مخطط المدار ·  العناصر المدارية · المعلمات المادية

- (11540) 1992 PV3 على موقع ويكي سكاي: DSS2, SDSS, GALEX, IRAS, Hydrogen α, X-Ray, Astrophoto, Sky Map, Articles and images